# 217

217(이백십칠)은 216보다 크고 218보다 작은 자연수다.

## 수학
- 합성수로, 그 약수는 1, 7, 31, 217이다. 진약수의 합은 39이므로, 217은 부족수다.
  - 72번째 반소수다. 앞의 반소수는 215, 다음 반소수는 218이다.
- 7번째 십이각수다. 앞의 십이각수는 156, 다음은 288이다.
- 9번째 중심있는 육각수다. 앞의 중심있는 육각수는 169, 다음은 271이다.
- {\displaystyle 2^{15}-1}은 217로 나누어떨어진다.

## 교통

### 철도
- 서울 지하철 2호선 잠실새내역의 역번호.
- 부산 도시철도 2호선 국제금융센터·부산은행역의 역번호.
- 대구 도시철도 2호선 다사역의 역번호.

### 도로
- 일본 217번 국도(일본어판): 오이타현 오이타시에서 사이키시까지 이어지는 일본의 국도.
- 현도 제217호선

## 문화유산
- 대한민국의 국보 제217호: 정선필 금강전도
- 대한민국의 보물 제217호: 부여 대조사 석조미륵보살입상
- 대한민국의 사적 제217호: 화성 당성

## 방송
- 스카이라이프의 유럽 스포츠 방송인 유로스포츠 채널 번호.
- 지니 TV의 육아방송 채널 번호.
- U+ TV의 영국 공영 방송인 BBC Earth 채널 번호.
- KT HCN의 채널와이드 채널 번호.

## 기타
- 날짜: 2월 17일
- 연도: 217년, 기원전 217년
- 달력에서 7개의 달 1월, 3월, 5월, 7월, 8월, 10월, 12월은 총 31일까지이므로 217일이다.